# Harangozó Gyula-díj
A Harangozó Gyula-díj a táncművészet bármely ágában folytatott alkotói, előadói, tudományos és pedagógiai tevékenység elismerésére adományozható állami kitüntetés. Nevét Harangozó Gyuláról kapta.
A díjat évente, március 15-én, hét személy kaphatja.
A kitüntetett adományozást igazoló okiratot és érmet kap.
Az érem kerek alakú, bronzból készült, átmérője 80, vastagsága 8 milliméter. Az érem Szabó Gábor szobrászművész alkotása, egyoldalas, Harangozó Gyula domború arcképét ábrázolja, és HARANGOZÓ GYULA-DÍJ felirattal van ellátva.

## Díjazottak

### 2025
- Matuza Adrienn balettművész, a Győri Balett magántáncosa;
- Paput Júlia, a Magyar Nemzeti Táncegyüttes tánckarvezetője és táncos szólistája;
- Szabó Márton, a Pécsi Balett táncművésze, táncpedagógus.

### 2024
- Fundák Kristóf koreográfus, az Angyalföldi Vadrózsa és Vadvirág Táncegyesület oktatója;
- Góbi Rita táncművész, koreográfus, táncpedagógus;
- Simon István, a Budapesti Operettszínház balettművésze.

### 2023
- Ágfalvi György táncművész, a Hagyományok Háza Magyar Állami Népi Együttes tánckarvezetője,
- Apáti Bence balettművész, a Budapesti Operettszínház balett igazgatója,
- Erdélyi Tiborné táncművész, a Magyar Állami Népi Együttes volt kartáncosa.

### 2022
- Barka Dávid, a Magyar Nemzeti Táncegyüttes táncos szólistája,
- Jekli Zoltán, a Győri Balett táncművésze,
- Vági Bence, a Recirquel Újcirkusz Társulat művészeti vezetője, koreográfusa.

### 2021
- Zachár Lóránd táncművészt, koreográfus
- Ifj. Zsuráfszky Zoltán táncművész, koreográfus
- Csermely György táncművész, táncpedagógus, producer, a Váci Jeszenszky Balett alapító igazgatója

### 2020
- Feledi János táncművész, koreográfus
- Moussa Ahmed táncművész[7]
- Sághy Alexandra táncművész, koreográfus

### 2019
- Felméry Lili, a Magyar Állami Operaház magántáncosa
- Janács Evelyn, a Magyar Állami Operaház balettmestere
- Könczei Árpád koreográfus, a Kárpát-medencei Tehetséggondozó / Előretolt Helyőrség Íróakadémia oktatója
- Kulcsár Noémi koreográfus, a Magyar Táncművészeti Egyetem Moderntánc Tanszékének vezetője
- Sánta Gergő András, a Honvéd Együttes - Magyar Nemzeti Táncegyüttes szólistája
- Ujvári Katalin, a Pécsi Balett magántáncosa

### 2018
- Blaskó Borbála, a székesfehérvári Vörösmarty Színház táncművésze, koreográfusa, táncpedagógusa
- Gyurmánczi Diána, a Győri Balett balettművésze
- Tókos Attila, a Honvéd Együttes táncos szólistája

### 2017
- Appelshoffer János, a Magyar Táncművészeti Főiskola művésztanára, a Magyar Nemzeti Táncegyüttes korábbi tánckarvezetője
- Leblanc Gergely, a Magyar Állami Operaház - Magyar Nemzeti Balett első magántáncosa, balettművésze
- Molnár Zsolt, a Pécsi Nemzeti Színház - Pécsi Balett táncművésze, magántáncosa

### 2016
- Pap Adrienn, a Magyar Állami Operaház magántáncosa,
- Zsuráfszkyné Vincze Zsuzsanna, a Magyar Nemzeti Táncegyüttes művészeti főmunkatársa, koreográfusa.

### 2015
- Bora Gábor táncművész, táncpedagógus
- Velekei László művészeti asszisztens

### 2014
- Lieblich Roland, magántáncos
- Szurmayné Hortobágyi Gyöngyvér, művésztanár

### 2013
- Vidákovics Antal, koreográfus
- Komarov Alexandr, balettművész

### 2012
- Borbély Beatrix táncművész
- Czár Gergely táncművész
- Csonka Roland táncművész
- Füzesi Albert művészeti vezető, Maros Művészegyüttes
- Gombai Szabolcs táncművész
- Nagy Írisz magántáncos
- Rujsz Edit címzetes magántáncosnő, balettmester

### 2011
- Csaba Zsolt, táncművész, Hagyományok Háza - Magyar Állami Népi Együttes
- Jónás Zsuzsa, táncművész, Közép-Európa Táncszínház Duda Éva Társulat
- Pazár Krisztina, táncművész, Magyar Állami Operaház - Magyar Nemzeti Balett
- Tóth Ildikó, táncművésznek
- Török Jolán, táncpedagógus, Nemzeti Táncszínház Kft.
- Túri Sándor, balettművész, táncpedagógus, Magyar Táncművészeti Főiskola
- Végh-Pozsár Kitti, táncművész, Duna Művészegyüttes

### 2010
- Fodorné Molnár Márta, a Magyar Táncművészeti Főiskola főiskolai docense
- Fodor Zoltán, táncművész, koreográfus
- Hámor József, táncművész, koreográfus, művészeti vezető
- Horváth Mónika, a Magyar Táncművészeti Főiskola művésztanára
- Juhász Zoltán, a Honvéd Táncszínház táncos- szólistája
- Kozmér Alexandra, a Magyar Állami Operaház magántáncosa
- Vincze Balázs, a Pécsi Nemzeti Színház - Pécsi Balett tagozatvezető-igazgatója, magántáncos

### 2009
- Bonifert Katalin, a Duna Művészegyüttes tánckarvezetője, táncos szólistája
- Duda Éva koreográfus
- Gergye Krisztián, a Nemzeti Színház és a Gergye Krisztián Társulat koreográfusának, táncművésze
- Kökény Richárd, a Hagyományok Háza – Magyar Állami Népi Együttes tánckarvezetőjének, táncművésze
- Radina Dace balettművész, a Magyar Állami Operaház magántáncosa
- Sebestyén Bálint, a Győri Balett magántáncosa
- Szigeti Oktávia táncművész, a Magyar Táncművészeti Főiskola főiskolai adjunktusa

### 2008
- Boros Ildikó, a Magyar Állami Operaház balettművész-magántáncosa
- Kalmár Attila, a Szegedi Kortárs Balett táncművésze
- Kerényi Miklós Dávid, a Magyar Állami Operaház címzetes magántáncosa
- Kocsis Enikő, a Honvéd Együttes táncos szólistája
- Kopeczny Katalin táncművész
- Németh Ildikó táncpedagógus
- Topolánszky Tamás táncművész, koreográfus, szakkritikus

### 2007
- Bakó Tamás, az Artus-Goda Gábor Társulat táncos koreográfusa
- Horváth Zsófia, a Honvéd Táncszínház táncos szólistája, koreográfusa
- Kun Attila, a Magyar Állami Operaház táncművésze, koreográfusa
- Macher Szilárd, a Magyar Állami Operaház – Magyar Nemzeti Balett címzetes magántáncosa
- Sóthy Virág, a Győri Balett magántáncosa
- Bérczes Mária, a Magyar Táncművészeti Főiskola főiskolai docense, balettmestere
- Vámos László, a Duna Palota és Kiadó – Duna Művészegyüttes tánckarvezetője, táncos szólistája

### 2006
- Énekes István koreográfus, a Dunaújvárosi Bartók Táncszínház művészeti vezetője
- Farkas Zoltán, „Batyu” néptáncművész, koreográfus
- Kovács Gerzson Péter koreográfus, táncos, látványtervező
- Lippai Andrea táncművész, pedagógus
- Oláh Zoltán, a Magyar Állami Operaház magántáncosa
- Sebestyén Csaba, a Magyar Táncművészeti Főiskola főiskolai docense
- Spala Korinna, a Pécsi Nemzeti Színház táncművész, magántáncosa

### 2005
- Béres Anikó, a Honvéd Együttes táncos szólistája
- Brieber János, a Magyar Táncművészeti Főiskola tanára
- Dr. Diószegi László, a Teleki László Alapítvány igazgatója
- Katona Gábor, a Közép-Európa Táncszínház táncművésze
- Lukács András, a Magyar Állami Operaház címzetes magántáncosa
- Nagy Grácia, a Budapesti Táncszínház táncművésze
- Sándor Zoltán, a Győri Balett balettművésze

### 2004
- Bajári Levente, a Magyar Állami Operaház Nemzeti Balett címzetes magántáncosa
- Cserpák Szabina, a Győri Balett balettművésze
- Fitos Dezső, a Budapest Táncegyüttes táncos szólistája
- Fülöpné Bakos Gabriella, a Magyar Állami Népi Együttes néptáncművésze
- Kéglné Krausz Alíz, a Bozsik Yvette Társulat táncművésze
- dr. Popik Ervinné Boros Erzsébet, a Magyar Táncművészeti Főiskola Klasszikus Balett Tanszék főiskolai docense
- Szent-Ivány Kinga, a Közép-Európa Táncszínház táncművésze.

### 2003
- Castillo Dolores, a Magyar Nemzeti Balett címzetes magántáncosa
- Egerházi Attila, a Pécsi Balett koreográfus, művészeti vezetője
- Juhász Zsolt, a BM Duna Művészegyüttes koreográfus, táncos szólistája
- Laczó Zsuzsa, a Debreceni Balett magántáncosa
- Mándy Ildikó táncművész, koreográfus
- Rusorán Gabriella, a Honvéd Együttes táncos-szólistája
- Szögi Csaba táncművész-koreográfus, a Közép-Európa Táncszínház igazgatója

### 2002
- Barta Dóra, a Szegedi Kortárs Balett táncművésze
- Földi Béla, Budapest Táncszínház alapító és művészeti vezetője
- Frenák Pál, a Frenák Pál Társulat táncművész-koreográfusa
- Nagy Tamás, a Magyar Állami Operaház magántáncosa
- Pátkai Balázs, a Győri Balett magántáncosa
- Szilvási Károly, a Közép-Európa Táncszínház táncművésze
- Venekei Marianna, a Magyar Állami Operaház balettművésze

### 2001
- Cserta József táncművész
- Czebe Tünde táncművész
- Horváth Csaba táncos, koreográfus
- Maros Anna (Szabó Vilmosné) táncművész
- Nagy Albert koreográfus
- Solymosi Tamás táncművész
- Vati Tamás táncművész

### 2000
- Ladányi Andrea táncművész
- Lencsés Károly balett-táncos
- Müller Ervin táncművész
- Rémi Tünde néptáncművész
- Sárközi Gyula táncművész, balettmester
- Vári Bertalan táncművész, koreográfus

### 1999
- Kissné Afonyi Éva táncművész
- Kövessy Angéla balettművész
- Lőrinc Katalin táncművész, koreográfus
- Zórándi Mária táncművész, táncpedagógus

### 1998
- Erényi Béla táncművész
- G. G. Ledo Fomin
- Lányi Attila táncos
- Mucsi János

### 1997
- Goda Gábor koreográfus, rendező, előadóművész
- Juronics Tamás Kossuth-díjas magyar táncművész és koreográfus
- Mosóczi István táncművész, koreográfus
- Popova Aleszja balettművész

### 1996
- Fodor Katalin táncművész
- Gál Jenő táncművész, balettmester
- Pataki András táncművész
- Román Sándor magyar táncművész, koreográfus, érdemes művész

### 1995
- Bombicz Barbara táncművész, koreográfus
- Herczog István táncművész, koreográfus
- Mihályi Gábor koreográfus
- Oláh Csilla balettművész

### 1994
- Bozsik Yvette balettművész, koreográfus
- Gerdesits Irén táncosnő
- Solymos Pál táncművész
- Végh Krisztina balettművész

### 1993
- Demcsák Ottó táncművész
- Krámer György táncművész, koreográfus
- Solymosi Zoltán táncművész
- Zsuráfszky Zoltán magyar táncművész, koreográfus

### 1992
- Balaton Regina balett-táncos
- Makovinyi Tibor táncművész, koreográfus, táncpedagógus
- Végső Miklós táncművész
- Zarnóczay Gizella táncművész